# Internationale Veiligheidscode voor schepen die gassen of andere brandstoffen met een laag vlampunt gebruiken
De Internationale Veiligheidscode voor schepen die gassen of andere brandstoffen met een laag vlampunt gebruiken (International Code of Safety for Ships using Gases or other Low-Flashpoint Fuels of International Gas Fuel Code, IGF-code) is de SOLAS-standaard op het gebied van de bouw en uitrusting van schepen die gassen of andere brandstoffen met een laag vlampunt gebruiken, maar niet onder de IGC-code vallen.
Met resolutie MSC.391(95) werd op 11 juni 2015 bepaald dat de code op 1 januari 2017 in werking zou treden. De code volgde op het toenemende aantal schepen dat vooral gebruikmaakt van lng. Dit hangt samen met de eisen die gesteld worden aan de emissie van stikstofoxiden (NOx) en zwaveloxiden (SOx). Voor die laatste geldt door aanpassingen aan bijlage VI van MARPOL dat de toegestane uitstoot per 1 januari 2020 daalde van 3,5% m/m naar 0,5% m/m.
De code legt via aanpassingen in STCW, zowel verdrag als code, ook eisen op aan de opleiding van de bemanning van deze schepen.